# Болотников, Владислав Витальевич
Владислав Витальевич Болотников (бел. Валерий Иванович Карницкий ; род. 23 января 2004, Чечерск, Гомельская область) — белорусский футболист, полузащитник клуба «Белшина».

## Карьера
Воспитанник бобруйской «Белшины». В 2021 году отправился во вторую команду клуба, где выступал во Второй Лиге. В начале 2022 года футболист начинал сезон в дублирующем составе клуба. За основную команду дебютировал 6 ноября 2022 года в матче против мозырской «Славии». По итогу своего дебютного сезон провёл за клуб единственный матч в Высшей Лиге.
Новый сезон начал с матча 4 марта 2023 года в рамках Кубка Беларуси против борисовского БАТЭ. Вылетел из розыгрыша Кубка Беларуси, с разгромным счётом уступив борисовскому клуб 11 марта 2023 года в ответном четвертьфинальном матче. В августе 2023 года футболист продлил контракт с бобруйским клубом до июля 2026 года.

## Международная карьера
В ноябре 2022 года футболист бы вызван в юношескую сборную Беларуси до 19 лет. Дебютировал за сборную 17 ноября 2022 года в матче против сборной России до 18 лет.